# Wu wei
Wu wei is een grondstelling in het taoïsme dat een begrip inhoudt van weten wanneer wel te handelen (i.a.w. actief op te treden) en wanneer niet te handelen. De letterlijke betekenis van wu wei luidt: "niet doen". Het paradoxale begrip wei wu wei, "doen niet doen" of "handelen door niet te handelen", kan men interpreteren door het "niet handelen tegen de aard der dingen in" of "het handelen zonder gehechtheid aan het resultaat". Wu wei kan ook opgevat worden in de zin van egoloos handelen of handelen zonder (ego)betrokkenheid.
Wu wei wordt in het taoïsme vaak geassocieerd met water, en met de wijze waarop water zich gedraagt. Ofschoon water vloeit en geen weerstand biedt heeft het toch in zich graniet te eroderen. Water heeft geen vaste vorm zoals een steen of stuk hout, het stroomt overal en kan de kleinste ruimtes vullen. Het lijkt of water niets doet en toch doet het iets. Het gaat er om je niet tegen een stroom te verzetten, te kiezen uit de vele richtingen waarin de stroom vloeit en de gevolgen te accepteren.
Het taoïsme is niet een filosofie van niets doen, maar wel van deelnemen aan het leven, de natuur. Het gaat om (geconcentreerd zijn op) de goede weg (tao). Wu wei als onderdeel van het dagelijks leven, en de uitvoerbaarheid van wei wu wei zijn essentiële onderdelen van Chinese filosofie, en vooral het taoïsme. Het uiteindelijke doel van wu wei is het streven naar een evenwichtige situatie en zodoende, zacht en onmerkbaar, in harmonie te geraken met het zelf, anderen, en de omgeving.
De sinoloog Jan De Meyer schrijft over de verschillende betekenissen van wu wei dat we vooral moeten vermijden om "wu wei te reduceren tot een vorm van passiviteit of gelatenheid." Volgens hem heeft een interpretatie van wu wei als 'niets doen' niet of nauwelijks bestaan in de context van het taoïsme, en zelfs als hij het begrip vrij letterlijk vertaalt als 'niet-doen' "moet het gezien worden als een vorm van handelen, zij het dan een door niets gemotiveerd, niet-doelgericht en vooral niet-storend handelen." Volgens De Meyer kan wu wei ook worden vertaald als 'het niets in actie'.

## Tao Te Ching
Wu wei wordt besproken in de teksten van de Tao Te Ching, in onder meer hoofdstuk 3, 5, 30, 43, 47, 63 en 67.
De paradox is dat de betekenis van een of meerdere woorden (de woordsemantiek) binnen een zin gewijzigd wordt, een semantische paradox. De Tao Te Ching staat vol met dit soort paradoxen. Logisch taalkundig gezien staat er een tegenspraak, maar na lang nadenken kan men achter de bedoeling van de schrijver komen. Het lijkt erop dat de schrijver een wijsheid verhuld heeft in een paradox teneinde de lezer aan het denken te zetten.
Bijvoorbeeld Tao Te Ching vers 37: Tao is eeuwig nietdoende en toch is er niets dat het niet doet. Met andere woorden, Tao doet niets en toch alles. De betekenis van de woorden 'niet doen' is in deze zin veranderd: in de eerste betekenis wordt geduid op het niet gehecht zijn aan de resultaten van de actie die men onderneemt maar in de tweede betekenis wordt aangeduid dat men wel alles aanpakt wat men als taak of (levens)opdracht dient te volbrengen. Men kan in deze paradoxen doordringen door de hele context, de filosofie of de cultuur waarin deze paradoxen geschreven zijn te bestuderen.